# 普米新年
普米新年（普米语：trhwit mit wup slid或trhwit wut slip），在汉语语境中通常被音译为吾昔节、俄喜节等，其表达的都是一个意思，只是各地方言发音差别所致，它是普米族和普米藏族群体，即普米语族群体共同的最重要的节日之一，在普米语言中一般统称为“吾昔或俄喜”，意为新年，它源自古老的普米历法。

## 时间
按照普米历法，普米新年过节要进行九天，这些时日按照农历来计算，农历十二月初六为除夕，初七、初八为岁首。历史上，在某些地方，普米新年会持续长达一个月之久。在滇西北和川西南众多普米语族群体聚居的地方，绝大多数普米族和普米藏族都统一在腊月过节，但是木里藏族自治县的某些村落在传统上较为特殊，它们提前一个月就过节了。

## 习俗
普米新年到来之时，在家之外的人务必回到家中，做砍柴、磨面、酿醅、杀猪、清洗被褥、沐浴、择吉日打扫室内外卫生、修整火塘等准备工作。初六早上，每家每户在门前、神台及屋顶插青松，挂经幡，“宗巴拉”（神龛）下供新开的猪膘肉及其他祭品。初六午饭之后，开始举行献祭仪式，鸣枪三响后，由族长或祭司韩规庄重地敬“锅庄”，举杯三祝，诵读新年献词。次日鸡鸣时分，各家派人到河边取水，随后鸣枪，开始由家中年长者焚香、敬神。此时，家中有年满十三岁孩童者，则要举行隆重的“成丁礼”仪式，此孩童由家中舅或父辈人带领到家族长辈家中磕头拜年，象征族群团结，儿女成长以及孝道文化。天明时，全部人到神山煨桑祭拜。在普米新年的几天里，村民之间相互串门访友，表达亲情，也进行大型的社交活动。各村各地举行“哲夺”（赛跑）、“赛龙支”（跳高）、“拜贝”（摔跤）、“国从烟”（射击）、“色戎召”（荡秋千）、“果穷”（投掷石子）等诸多竞技和游艺项目。到了夜间，燃起篝火，举行加搓（锅庄舞）活动，每跳完一个段落，众人便坐火堆边吃点心饮苏里玛酒，其间不时高歌或低吟。

## 法定节日
《兰坪白族普米族自治县自治条例》在2006年进行修订颁布，将普米新年（吾昔节）确定为兰坪县普米族的法定节日。

## 资料来源
- 民族宗教节日时间表 （页面存档备份，存于）
- 火树银花不夜天，弟兄姐妹舞翩跹——四川木里普米藏族俄喜节

- 吾昔节，普米族最传统最隆重的节日

- 为何“吾昔节”是普米族最传统的隆重节日 （页面存档备份，存于）
- 探秘普米藏人过新年之一新年序曲
- 吾昔节 （页面存档备份，存于）